# State University of New York at Canton
State University of New York at Canton (SUNY Canton) este un colegiu public, coeducațional, situat în orașul Canton din comitatul St. Lawrence, New York, Statele Unite ale Americii. Este situat în nordul țării, aproape de Munții Adirondack, de fluviul Sfântul Laurențiu și de marile orașe canadiene Ottawa și Montreal.
Colegiul colaborează cu State University of New York Polytechnic Institute (SUNY Poly), oferind studenților trei programe de masterat. Cele 14 echipe sportive ale SUNY Canton concurează ca membri ai NCAA Division III și USCAA.

## Istoric

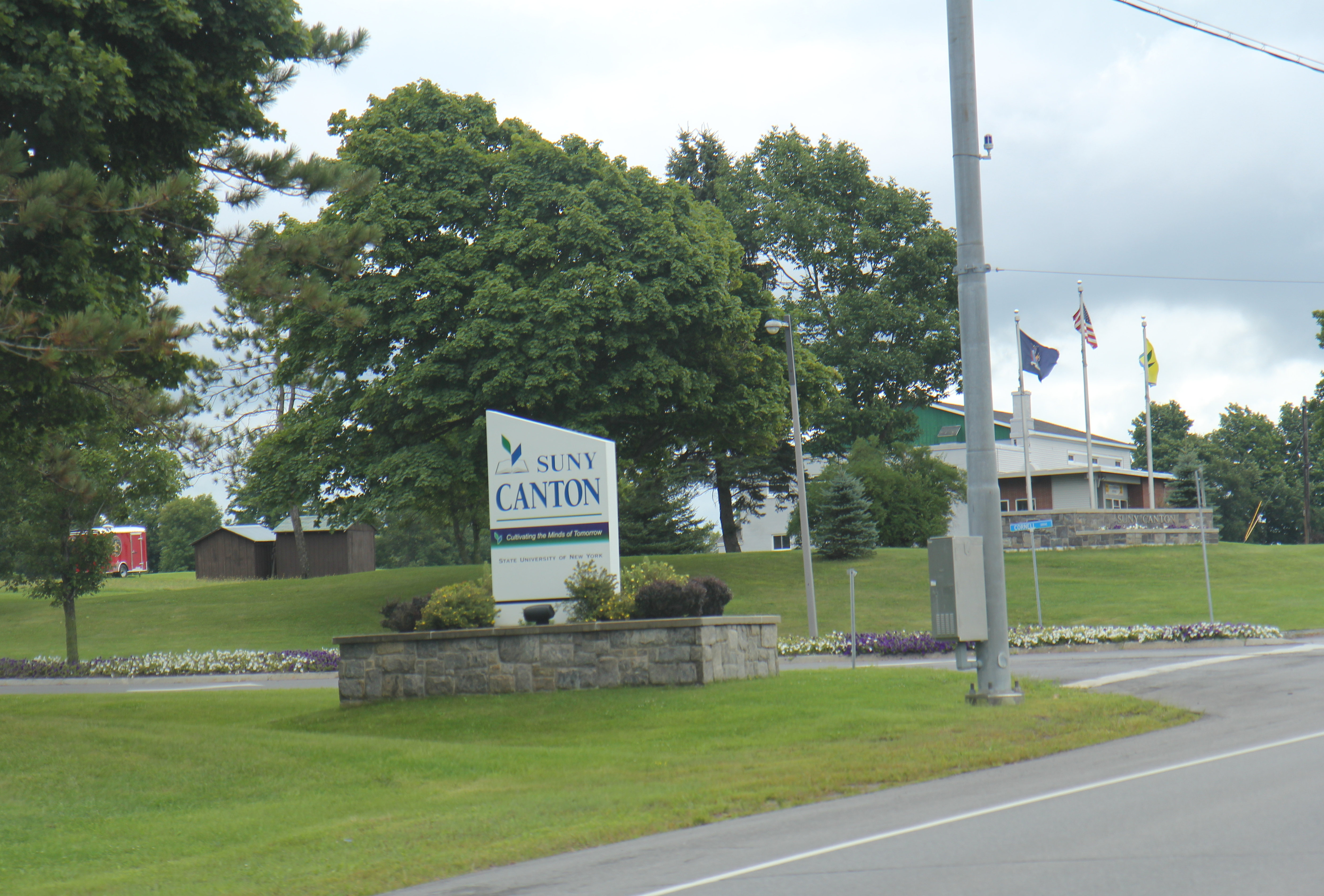
Intrarea

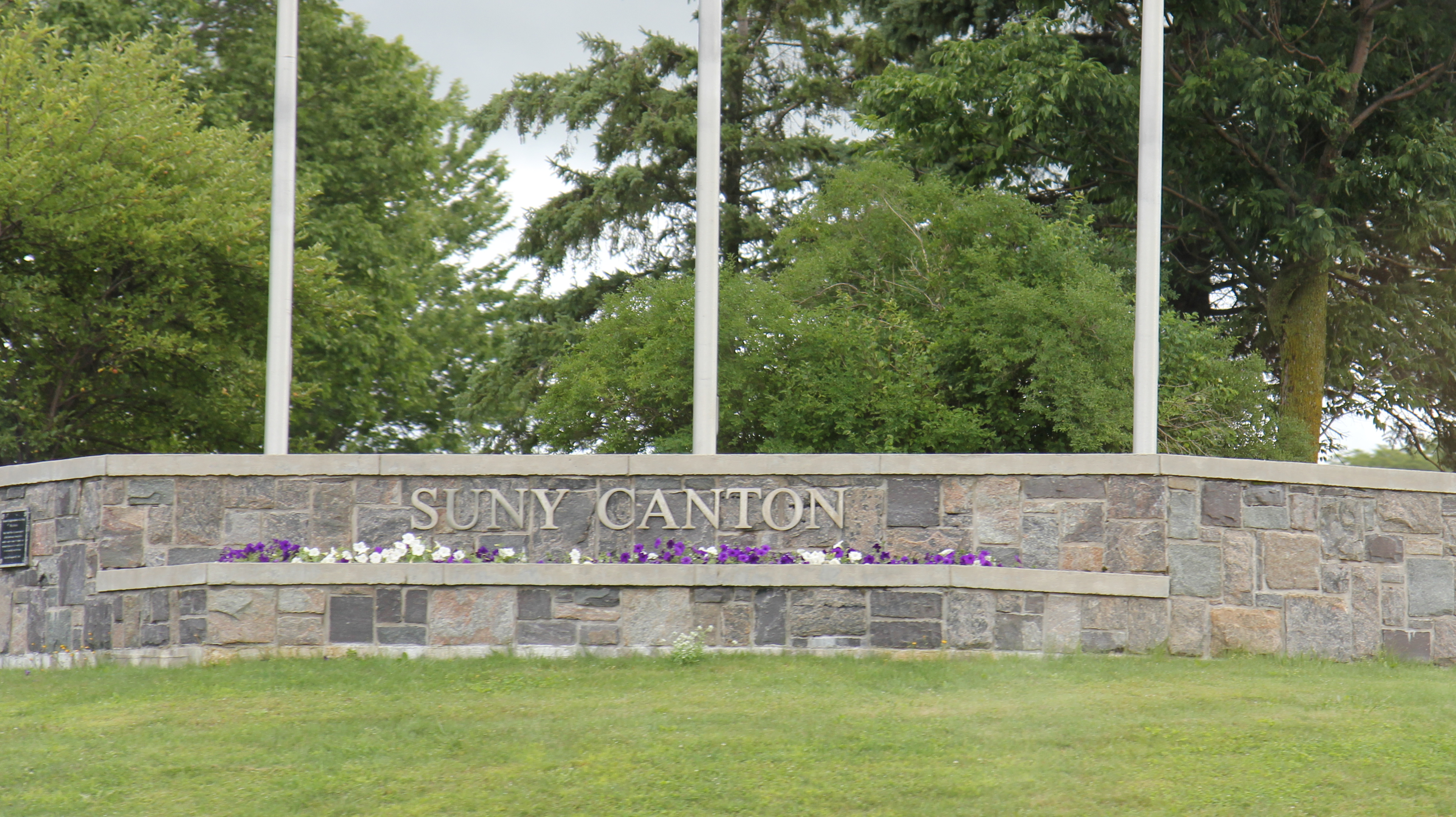
Semnul de la intrare

Fondat în 1906 ca o școală posliceală de agricultură  (SOA), la Universitatea St. Lawrence, SUNY Canton a fost primul colegiu postliceal de doi ani autorizat de către corpul legislativ al statului New York. În 1941 SOA a fost redenumit New York State Agricultural and Technical Institute (ATI). ATI devenit un colegiu membru al rețelei educaționale State University of New York în 1948. Recunoscându-i-se creșterea calității educative prin adăugarea unor programe de studii a tehnologiilor avansate în anii 1950 și 1960, colegiul a suferit o altă schimbare de nume în 1965, devenind State University of New York Agricultural and Technical College at Canton (ATC). În 1987 consiliul de administrație al SUNY a autorizat încă o schimbare a numelui colegiului în State University of New York College of Technology at Canton.
În 1997 SUNY Canton a obținut autorizația de a acorda diplome de licență din partea consiliului de administrație al SUNY și al guvernatorului statului New York. Începând din 1997 au fost aprobate peste 20 de programe de studii finalizate cu diplomă de licență și multe altele sunt în faza de dezvoltare.
În 2012 un incendiu a distrus o parte a Cook Science Center.

## Studii academice
Deoarece SUNY Canton oferă certificate de studii de un an, diplome de studii postliceale și diplome de licență, studenții mai multor discipline pot urma o „curriculă graduală”, care le permite să obțină mai întâi un certificat de absolvire și apoi să treacă la nivelul următor. SUNY Canton acordă titluri universitare prin intermediul a trei școli academice: Școala de Afaceri și Arte Liberale, Școala Canino de Tehnologie și Școala de Științe, Sănătate și Drept Penal.
Colegiul oferă diplome de licență în științe (psihologie aplicată, asistență medicală și veterinară), în administrarea afacerilor (finanțe și management) și în tehnologie (sisteme energetice alternative și regenerabile, construcții civile și tehnologii de mediu, investigații criminalogice, drept penal, medicină dentară,  electrotehnică, gestionarea situațiilor de urgență, administrarea serviciilor funerare, design grafic și multimedia, management sanitar, siguranța locuințelor, tehnologia informației, studii juridice, tehnologie mecanică, management sportiv și managementul serviciilor veterinare.

## Legături externe
- SUNY Canton
- Canton Athletics